# Jesús Igal Alfaro
Jesús Igal Alfaro (Carcastillo, 20 de enero de 1920 - Bilbao, 24 de marzo de 1986) fue un sacerdote español de la Compañía de Jesús (jesuita), filólogo clásico, traductor y profesor de filosofía antigua en Loyola, Deusto y Comillas.

## Biografía
Nacido en Carcastillo, era el tercero de ocho hermanos. Tras sus primeros estudios en su pueblo, ingresó en la Compañía de Jesús con quince años. Ante la supresión de la Compañía de Jesús por parte de la II República española, tuvo que viajar a Tournai (Bélgica) donde recibió formación humanista jesuítica.
Su formación se reanudó en 1937 con el regreso de todos a Loyola (Azpeitia). En la década de los 40 en el Colegio Máximo de Oña (Burgos) continuó con sus estudios, especialmente de Filosofía. Más tarde, cursó Teología en el Heythrop College de Inglaterra. Allí se ordenó sacerdote en 1950, el 9 de septiembre, en la iglesia de San Pedro de Stonyhurst en una ceremonia presidida por el entonces arzobispo de Bombay, el jesuita Thomas d'Esterre Roberts.
De vuelta a España, residió durante tres años en Gandía (Valencia) para regresar a Inglaterra, a la Universidad de Oxford, donde continuó con su formación durante cinco años en letras clásicas, obteniendo en 1958 el «Master of Arts». 
A su regreso a España, enseñó lenguas clásicas en diferentes centros de los jesuitas, como Veruela o Salamanca. En 1968 orientó su docencia hacia la historia de la filosofía antigua, impartiendo clases sucesivamente en Loyola y Deusto, así como en la facultad de filosofía de Comillas, sin dejar su magisterio clásico durante varios años en Salamanca. En 1973 hizo un viaje a Atenas para conocer de primera mano los documentos de su trabajo principal, la Enéadas. 
Entre 1975 y 1985 fue codirector de Pensamiento: Revista de Investigación e Información Filosófica publicada en Comillas. Falleció el 24 de marzo de 1986 en la Policlínica de San Antonio de Bilbao.

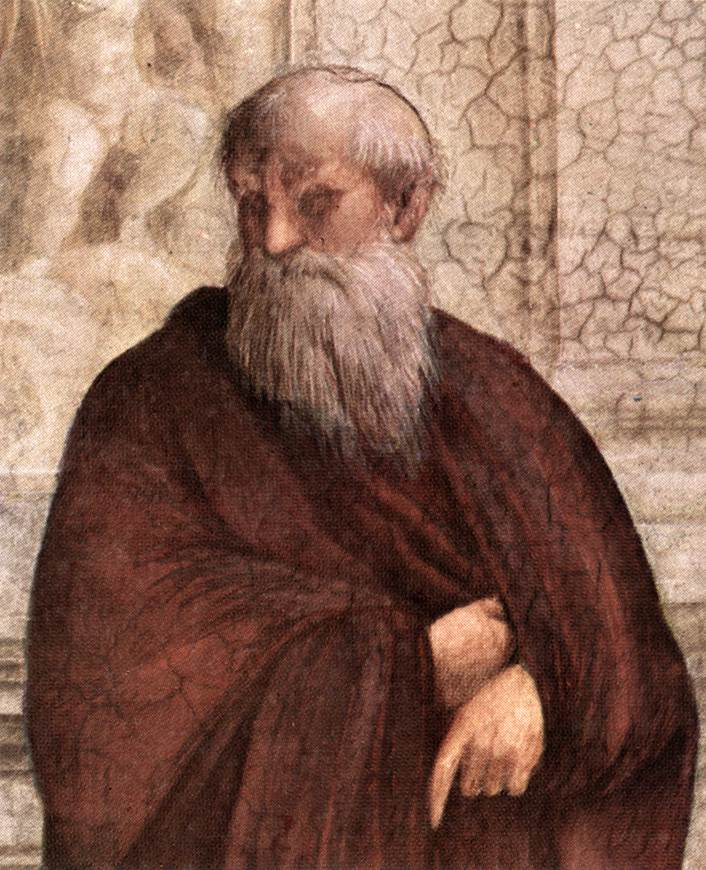
La Escuela de Atenas, de Rafael di Sanzio - Detalle de Plotino

## Obras
Su trayectoria académica se centró fundamentalmente en la filología. Igal dedicó buena parte de su estudio al pensamiento clásico sobre el que se basó también su labor docente durante los años últimos de su vida. A tenor de la opinión de sus colegas, fue en este ámbito donde dio sus mejores frutos intelectuales. Además de numerosos trabajos filológicos repartidos por varias revistas como: Emerita, Estudios Clásicos, Helmántica, Cuadernos de Filología Clásica, Mnemosine, Perficit, etc., destacan los dedicados al pensamiento y a la obra de Plotino, muy alabados por especialistas como Albert M. Wolters, Paul Henry o Rudolf Schwyzer, y en los que culmina su obra escrita.
Su obra ha servido para despertar el interés de la figura de Plotino en el mundo de la lengua española. Sus publicaciones sobre el filósofo del neoplatonismo tuvieron en su día una envergadura importante, y supusieron un gran paso. Pese a ello, en la actualidad, su obra es mejorable, especialmente por lo que respecta a su volumen póstumo (Enéadas V y VI) que no pudo ser debidamente revisado por su autor.
Algunos de sus trabajos más destacados fueron:

### Artículos
- «Aristóteles y la evolución de la antropología de Plotino». Pensamiento, 1979, 35, pp. 315-346.
- «El concepto de “Physis” en la República de Platón». Pensamiento, 1967, 23, pp. 407-436.
- «El enigma del oráculo de Apolo sobre Plotino». Emérita, 1984, 52, p. 83115.
- «Observaciones a las Enéadas I y II de Plotino: textos y fuentes». Helmántica, 1977, 28, pp. 241-252.
- «The gnostics and “The ancient Philosophy” in Porphyry and Plotinus». En Neoplatonism and Early Christian Thought. Essays in honour of A. H. Armstrong. London: Variorum, 1981, pp. 138-149.

### Libros
- La cronología de la Vida de Plotino de Porfirio, Universidad de Deusto, 1972.
- Porfirio / Plotino (1992). Vida de Plotino / Enéadas: libros I y II (Jesús Igal Alfaro, trad.). Biblioteca Clásica Gredos 57. Madrid: Gredos. ISBN 978-84-249-0860-7. Disponible en línea.
- Plotino (1985). Enéadas: libros III y IV (Jesús Igal Alfaro, trad.). Biblioteca Clásica Gredos 88. Madrid: Gredos. ISBN 978-84-249-1004-4. Disponible en línea.
- – (1998). Enéadas: libros V y VI (Jesús Igal Alfaro, trad.). Biblioteca Clásica Gredos. Madrid: Gredos. ISBN 978-84-249-1961-0. - Obra póstuma. Disponible en línea.

## Curiosidad cinematográfica: el personaje de Ángel Berriatúa

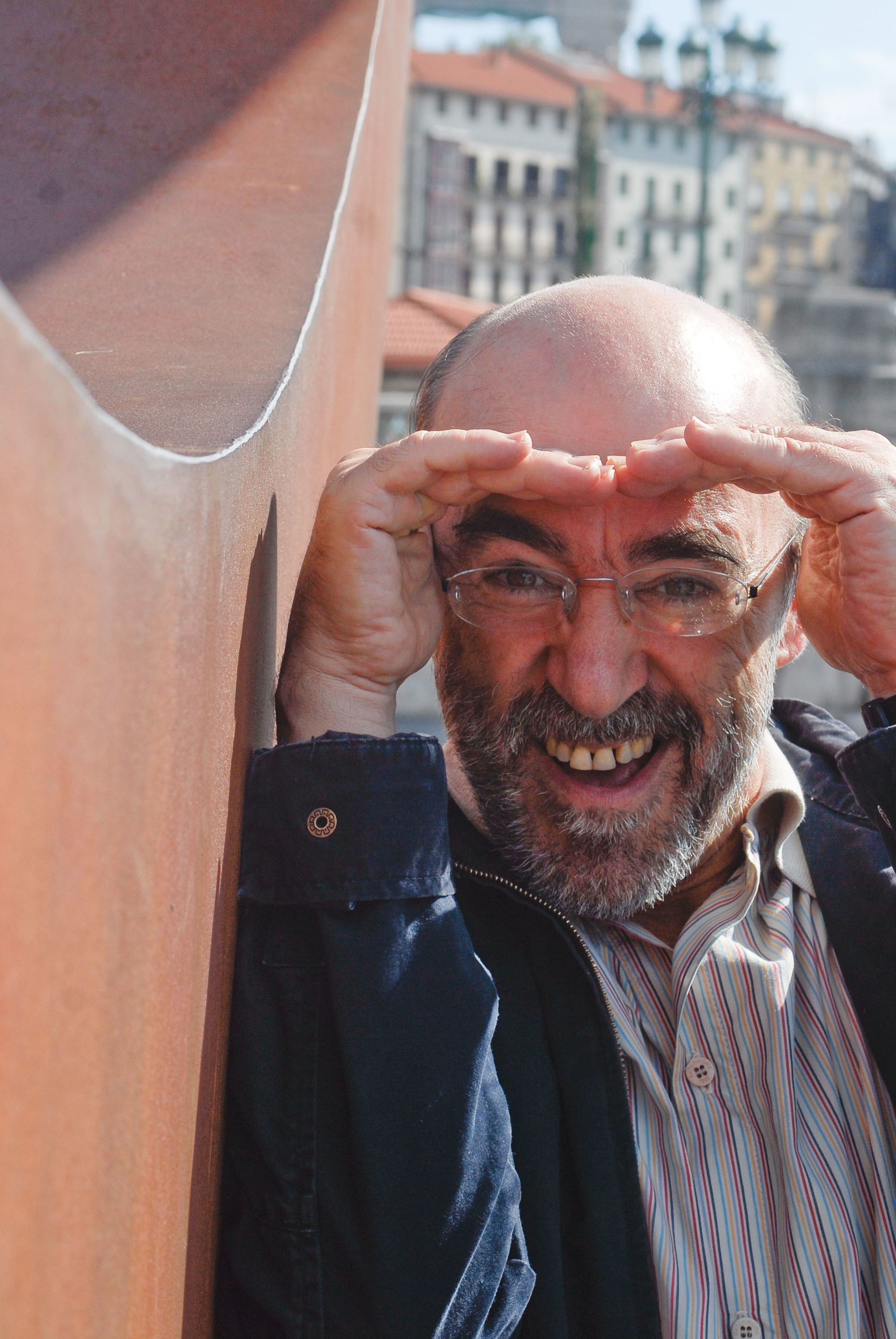
Imagen de Álex Angulo, el padre "Berriatúa"

Uno de los alumnos de Filosofía que tuvo en la Universidad de Deusto, Álex de la Iglesia, ha comentado en varias ocasiones y entrevistas a varios medios que Igal fue

«uno de los mejores profesores que he tenido en mi vida [...] porque realmente me influyó mucho».

Según informaba, fue su profesor de Historia Antigua. Así, en la película El Día de la Bestia el malogrado Álex Angulo interpreta a Ángel Berriatúa, personaje que, según su director, 

«está basado en él. Bueno, no en él personalmente, sino en todos los profesores [...] que saben tantísimo sobre una cosa tan minúscula».

Aclara que le influyó «porque era el profesor que más me respetaba de la Uni», que representaba el cura sabio, como igualmente le influyeron Caro Baroja o el padre Barandiarán.